# Leucanopsis grota
Leucanopsis grota är en fjärilsart som beskrevs av William Schaus 1941. Leucanopsis grota ingår i släktet Leucanopsis och familjen björnspinnare. Inga underarter finns listade i Catalogue of Life.